# Ділшодбек Рузметов
Ділшодбек Юсупбайович Рузметов (узб. Dilshodbek Yusupbayevich Ro'zmetov; 12 березня 1999) — узбецький професійний боксер, призер чемпіонату світу, чемпіон Азії.

## Аматорська кар'єра
На чемпіонаті світу 2019 завоював срібну медаль.
- В 1/32 фіналу переміг Нармандахіна Шинебаяра (Монголія) — 5-0
- В 1/16 фіналу переміг Піта Кабежі (ДР Конго) — 5-0
- В 1/8 фіналу переміг Паула Арадоає (Румунія) — 5-0
- У чвертьфіналі переміг Лорена Альфонсо (Азербайджан) — 3-2
- У півфіналі переміг Бенджаміна Віттакера (Велика Британія) — 5-0
- У фіналі програв Бекзаду Нурдаулетову (Казахстан) — 0-5

2021 року став чемпіоном Азії.
На Олімпійських іграх 2020 в першому бою переміг Емметта Бреннана (Ірландія), а в другому програв Лорену Альфонсо (Азербайджан) — 1-4.

## Професіональна кар'єра
2021 року дебютував на професійному рингу. Здобув дві перемоги поспіль.